# Perrancey-les-Vieux-Moulins
Perrancey-les-Vieux-Moulins è un comune francese di 295 abitanti situato nel dipartimento dell'Alta Marna nella regione del Grand Est.

## Società

### Evoluzione demografica
Abitanti censiti